# Axel Fredrik Fredriksson

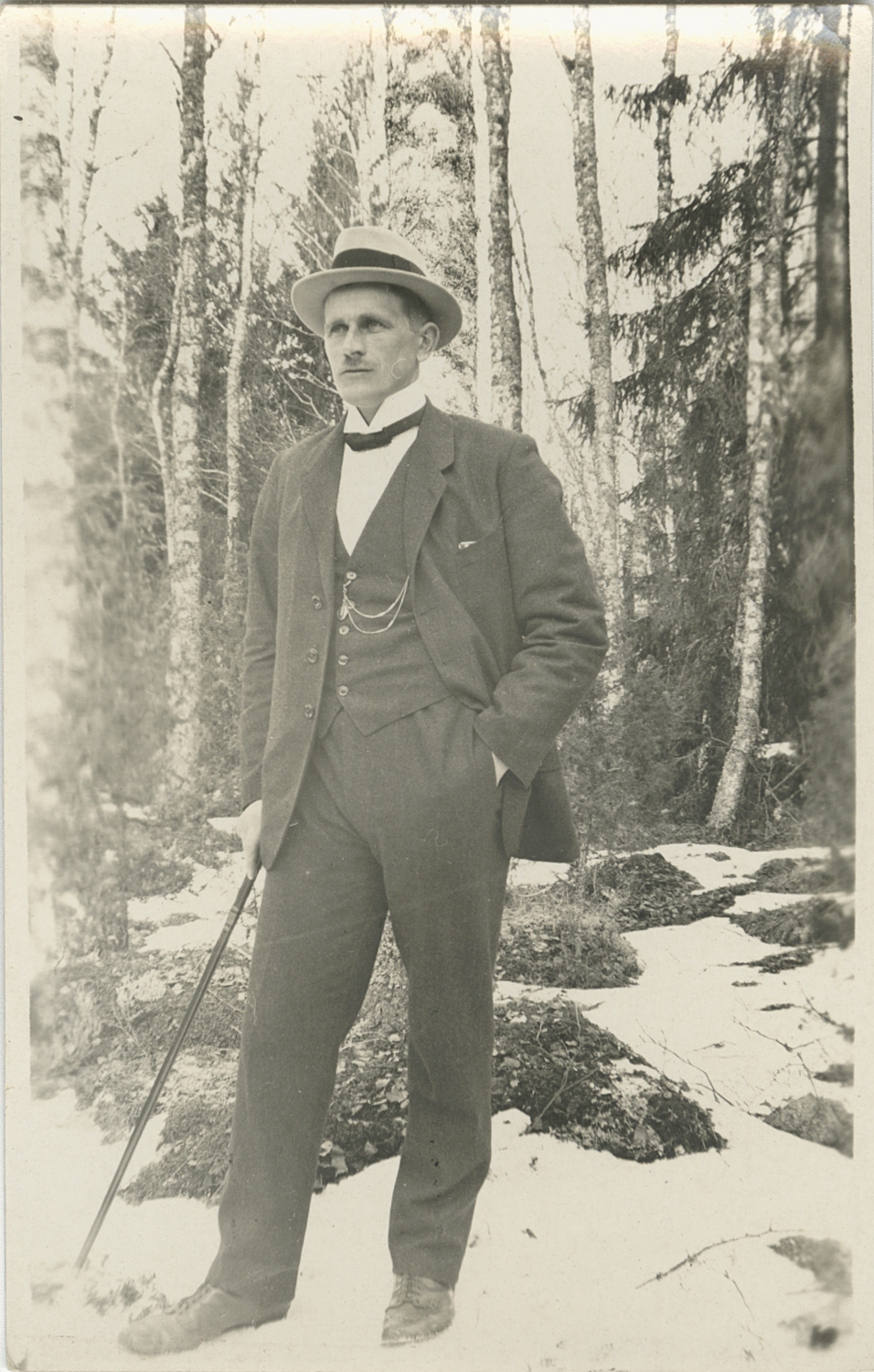
Axel Fredrik Fredriksson, självporträtt, Sörmlands museum.

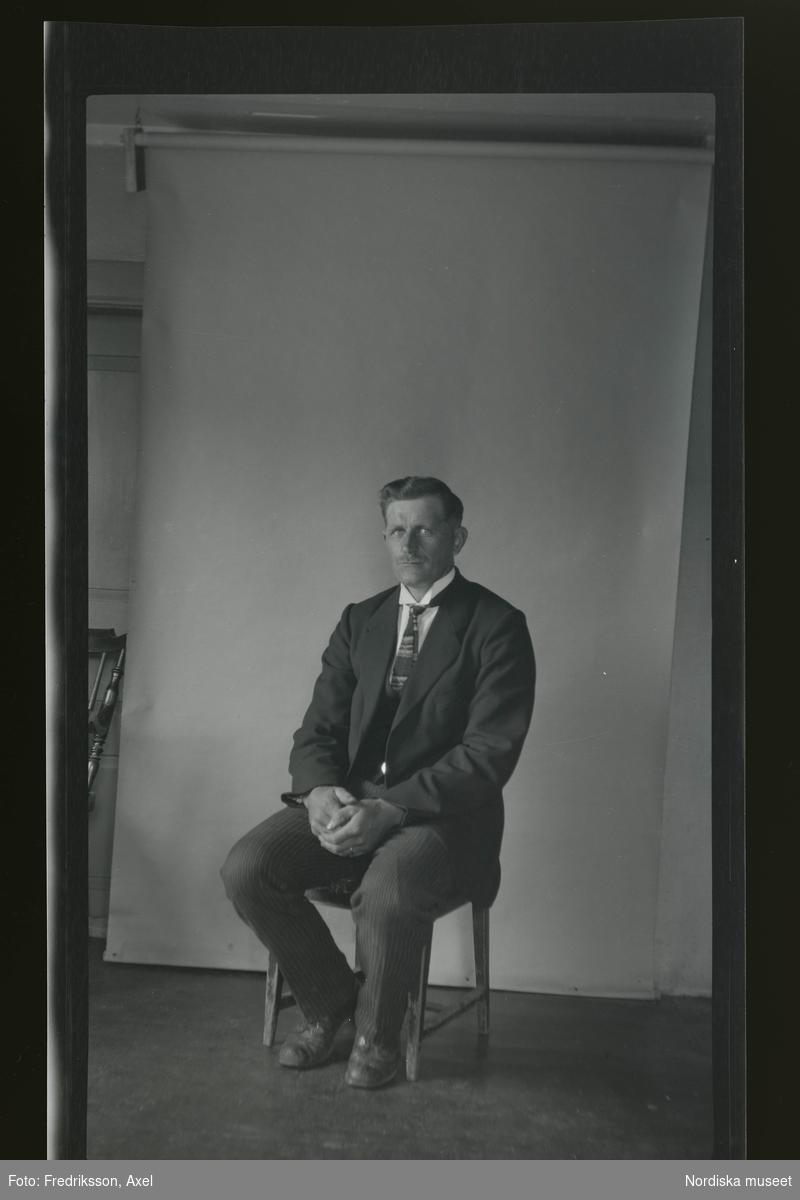
Porträtt av Axel Fredriksson. Negativ i Nordiska museets arkiv.

Axel Fredrik Fredriksson, född 10 april 1893 i Julita socken i Södermanland, död 1 september 1971 i Julita församling, var en svensk amatörfotograf vars stora samling fotografier berättar om livet på landsbygden i Södermanland under första hälften av 1900-talet. 

## Biografi
Axel Fredriksson var son till torparen Fredrik Vilhelm Eriksson (18540516-19450719) och hans hustru Anna Maria Larsdotter (18560325-19461005). Han föddes i torpet Dammstugan i Julita socken. Familjen bestod förutom föräldrarna av sju barn som nådde vuxen ålder, den yngsta sonen Ivar var dövstum.
En av bröderna fick arbete som kördräng vid godset Fogelsta och föräldrarna och en del av syskonen flyttade med. Fredriksson arbetade i skogen, i jordbruket och som diversearbetare. Den 26 december 1826 ingick han äktenskap med sömmerskan Alfrida Josefina Eriksson (18891019-19690728). Med i äktenskapet hade hon sin dotter Frida Anna Elisabeth, Anna-Lisa, (19170323-19901116). Några gemensamma biologiska barn fick inte paret.  
Paret bodde hela livet kvar i Julita. De bodde först vid Tegelbruket men började år 1935 bygga villa Ekebo vid Äs, dit de sedan flyttade.  

## Verksamhet
Fredriksson började i samband med exercisen intressera sig för fotografi och 1921 köpte han sin första kamera. Han fotograferade därefter med en Hasselblad, en bälgkamera för bildformat 8x14. Han var helt självlärd och fotograferade, framkallade och kopierade på egen hand. Han blev snart en anlitad fotograf och var efterfrågad i lokalsamhället, något som avspeglas bland hans motiv. Det är framför allt den egna tillvaron och de människor som omgav honom som återfinns på hans fotografier. Dop, konfirmationer, bröllop, begravningar och födelsedagar är återkommande motiv, men även arbetarbilder, interiörer och exteriörer, både av torparställen och godset Fogelsta, som hans liv centrerades kring. Tillvaron på Fogelsta med dess Medborgarskola och fröken Elisabeth Tamm och skolans rektor Honorine Hermelin, förekommer flitigt på Fredrikssons fotografier.
Fredriksson var aktiv fotograf från 1921 till omkring 1940. Även hans hustru kom med tiden att ingå i hans fotografiska verksamhet.

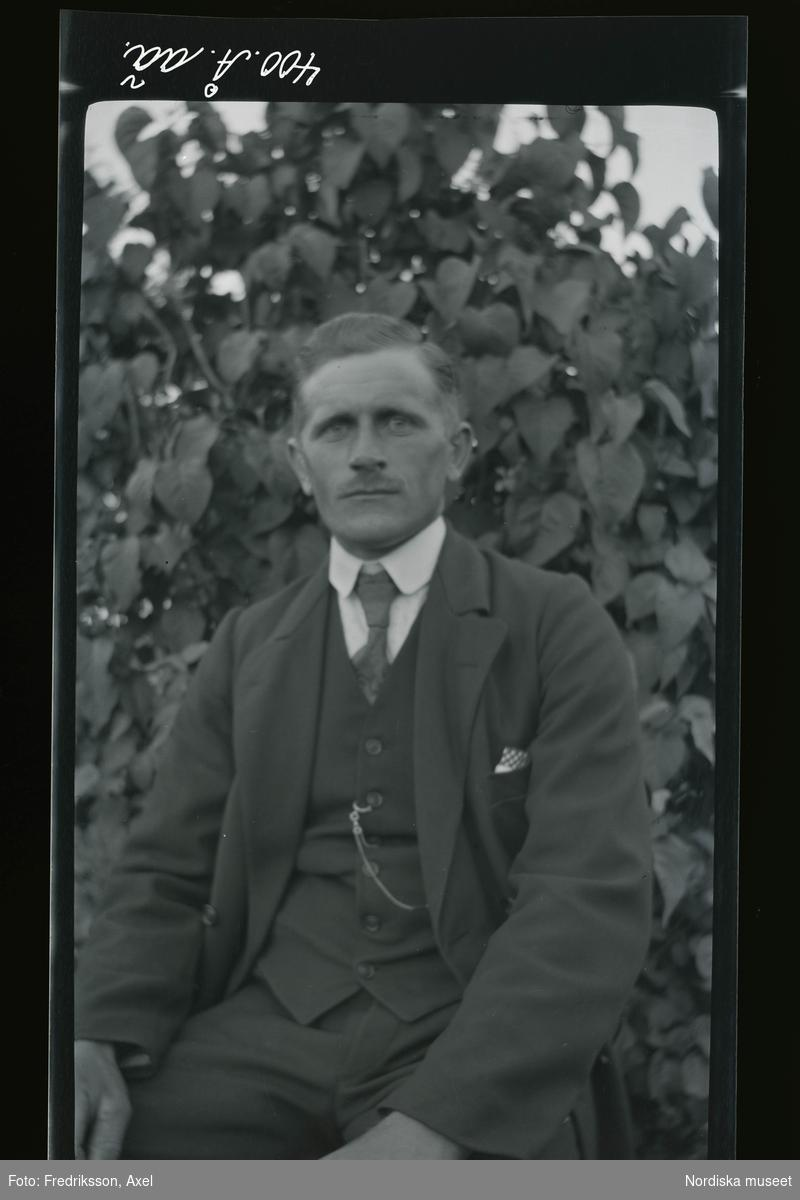
Porträtt av Axel Fredriksson. Negativ i Nordiska museets arkiv.

Fredrikssons omfattande fotografiska samling förvärvades 1966 av Nordiska museet. Hans fotografier finns även i samlingarna vid Sörmlands museum.
Mellan åren 2024 och 2026 digitaliseras Fredrikssons fotografier i projektet Bildminnen för framtiden, som finansieras genom Regeringens treåriga digitaliseringssatsning. Bilderna finns tillgängliggjorda via Nordiska museets sida på DigitaltMuseum.
Fredrikssons fotografier utgör en värdefull del av inte bara Julitabygdens historia, utan även arbetsliv, vardag och fest för människor kring 1900-talets första decennier och det moderna Sveriges framväxt.